# Gesche Linde
Gesche Linde (* 1965) ist eine deutsche evangelische Theologin.

## Leben
Nach dem Abitur 1983 in Offenbach am Main studierte sie von 1983 bis 1991; zunächst Humanmedizin an der Goethe-Universität in Frankfurt am Main, ab 1984 evangelische Theologie an der Universität Mainz und ab 1986 an der Universität Tübingen. Von 1997 bis 1999 war sie Redaktionsassistentin in der Redaktion des theologischen Handwörterbuchs Religion in Geschichte und Gegenwart, Tübingen. Von 1999 bis 2006 war sie wissenschaftliche Mitarbeiterin an der Professur für Systematische Theologie und Religionsphilosophie, Fachbereich Theologie in Frankfurt am Main. Von 2006 bis 2008 vertrat sie den Lehrstuhl für Systematische Theologie und Religionsphilosophie in Frankfurt am Main. Von 2008 bis 2010 war sie wissenschaftliche Mitarbeiterin an der Professur für Systematische Theologie und Religionsphilosophie, Fachbereich Evangelische Theologie in Frankfurt am Main. Von 2010 bis 2011 war sie Fellow für Religionsphilosophie (Schwerpunkt Pragmatismus und Semiotik) am Käte Hamburger Kolleg der Universität Bochum. 2011 vertrat sie die Professur für Systematische Theologie mit Schwerpunkt Ethik und Religionsphilosophie an der Universität Hamburg. Von 2011 bis 2012 war sie wissenschaftliche Mitarbeiterin an der Professur für Systematische Theologie und Religionsphilosophie, Fachbereich Evangelische Theologie in Frankfurt am Main. Von 2012 bis 2016 war sie Akademische Rätin am Institut für Theologie und Sozialethik an der TU Darmstadt. In den Jahren 2016 bis 2022 lehrte sie als Professorin für Systematische Theologie und Religionsphilosophie an der Universität Rostock. Seit 2022 hat sie den Lehrstuhl Systematische Theologie I an der Universität Tübingen inne.

## Schriften (Auswahl)
- mit Hermann Deuser und Sigurd Rink (Hrsg.): Theologie und Kirchenleitung. Festschrift für Peter Steinacker zum 60. Geburtstag. Marburg 2003, ISBN 3-7708-1243-3.
- mit Richard Purkarthofer, Heiko Schulz und Peter Steinacker (Hrsg.): Theologie zwischen Pragmatismus und Existenzdenken. Festschrift für Hermann Deuser zum 60. Geburtstag. Marburg 2006, ISBN 3-7708-1284-0.
- (Hrsg.): Martin Luther: Von der Freiheit eines Christenmenschen. Stuttgart 2011, ISBN 978-3-15-018837-8.
- Zeichen und Gewißheit. Semiotische Entfaltung eines protestantisch-theologischen Begriffs. Mohr Siebeck, Tübingen 2013, ISBN 978-3-16-149847-3 (Habilitationsschrift).